# Rue des Bataves
La rue des bataves (en néerlandais Batavierenstraat) est une rue bruxelloise de la commune d'Etterbeek qui va de la rue Père De Deken à l'avenue de Tervueren en passant par la rue des Aduatiques.
La numérotation des habitations va de 2 à 46 pour le côté pair et de 13 à 71 pour le côté impair.
Comme plusieurs rues du quartier nord d'Etterbeek, elle porte le nom d'un peuple gaulois, les bataves (rue des Aduatiques, rue des Atrébates, rue des Bataves, avenue des Celtes, rue des Francs, avenue des Gaulois, rue des Ménapiens, rue des Morins, rue des Nerviens rue des Sicambres, rue des Taxandres, rue des Tongres, rue des Trévires).